# Guerres franco-wisigothiques
Campagnes de Clovis Ier
Batailles
Les guerres franco-wisigothiques constituent une suite de conflits entre les Francs et les Wisigoths au tournant des Ve – VIe siècles, mais elles impliquèrent également les Burgondes, les Ostrogoths et les Romains.
L'affrontement le plus important du conflit est la seconde guerre franco-wisigothique. Elle opposa le roi des Francs Clovis au roi wisigoth Alaric et, brièvement après la mort de celui-ci en 507, à son épouse Théodigotha mais surtout au fils bâtard d'Alaric, Gésalric, non reconnu par le peuple wisigoth mais qui réussit à faire fuir cette dernière et son fils Amalric. En 508, Théodoric le Grand, roi des Ostrogoths, vint au secours des Wisigoths au nom du jeune roi Almaric, sans succès. La victoire de Clovis aboutit à l'annexion franque de la majeure partie du sud de la France.

## Contexte
En 486, Clovis Ier battu les Gallo-Romains de manière décisive à Soissons, poussant le commandant Syagrius à fuir à la cour d'Alaric II. En 487, alors que Clovis pillait les terres et assiégeait les dernières villes qui résistaient (telles Verdun et Paris), il envoya un ultimatum au roi des Wisigoths : livrer Syagrius ou risquer la guerre. Par conséquent, au lieu d'aider l'exilé, Alaric, réticent à combattre les Francs, livre Syagrius, que Clovis exécute immédiatement.

## Première guerre franco-wisigothique (492–496)

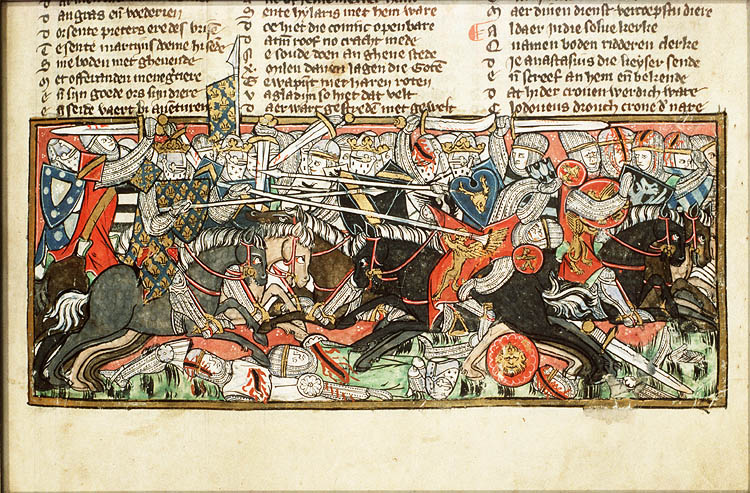
Bataille entre Clovis et les Wisigoths, Bibliothèque royale des Pays-Bas (1325-1335).

### Offensive franque
En 491, Clovis avait stabilisé l'ancien territoire romain et se tourna vers le royaume wisigoth. Aussi, il assiégea bientôt Nantes ; la ville la plus septentrionale sous la domination wisigothique. Nantes résista soixante jours. Durant cette phase, Alaric refusa de livrer bataille à Clovis, le laissant ainsi assiéger Poitiers, Saintes et Bordeaux. A son retour de Bordeaux, Clovis s'empare de Tours.

### Contre-offensive wisigothique
En 496, malgré la victoire de la bataille de Tolbiac contre les Alamans, les Francs subirent de lourdes pertes. Alaric profita de cette occasion et reprit rapidement Bordeaux, Saintes, Poitiers et Tours. Seule Nantes resta sous contrôle franque.

## Guerre civile burgonde (500–501)

### Intervention franque
Godégisile, frère du roi des Burgondes Gondebaud, proposa à son beau-frère Clovis de renverser Gondebaud en sa faveur en échange d’un tribut annuel et de cessions territoriales, et, en l'an 500, les Francs entrèrent dans le royaume. Gondebaud demanda l'aide de son frère et, ensemble, ils marchèrent contre les envahisseurs.
Les trois armées se rencontrèrent près de Dijon, et, lorsque la bataille débuta, Godégisile combattit son frère aux côtés des Francs. Vaincu, Gondebaud s'enfuit vers la ville d'Avignon, tandis que son frère Godégisile se retire à Vienne et assume la royauté du royaume.
Clovis n'est pas satisfait et marche pour assiéger Avignon. Cependant, Gondebaud lui paya un tribut qui le convainquit de renoncer à la prise d'Avignon.

### Intervention wisigothique
En 501, Gondebaud refusa de payer son tribut annuel aux Francs et s'allia aux Wisigoths. Avec leur aide, il prit Vienne et exécuta son frère Godégisile qui s'était approprié son trône.
Pour leurs efforts, Gondebaud envoya les prisonniers francs à Alaric et lui offrit Avignon, tandis que ce dernier entreprit de rencontrer Clovis. Les deux rois se rencontrèrent près du village d'Amboise (peut-être sur l'île Saint-Jean) où Alaric accepta de libérer les captifs, tandis que Clovis rendit tout le territoire wisigoth qu'il détenait encore.

## Seconde guerre franco-wisigothique (507-508)

### Campagne d'Aquitaine

Avancées franques et ostrogothes en Aquitaine entre 507 et 509.

Après avoir obtenu l'approbation des magnats de son royaume, Clovis entreprit la conquête de l'Aquitaine en 507.
Selon Joël Schmidt, cette campagne aurait été vu par Clovis comme une « libération de l'Aquitaine » et non comme une invasion, ce dernier ayant interdit à ses hommes de piller le pays.
Lors de sa marche à Poitiers, Clovis fut surpris par les armées wisigothiques et auvergnates dirigées par Alaric et Apollinaire de Clermont. L'affrontement qui en résulte est appelé la bataille de Vouillé, bien que l'on sache peu de choses sur cet incident, seulement que le noyau de l'armée wisigothique a été détruit et qu'Alaric y trouve la mort (soi-disant tué par Clovis de ses propres mains) :
« On vit marcher contre les Francs, avec une intrépidité étonnante, 10 000 citoyens de la ville d'Auvergne ayant à leur tête le fils du célèbre Sidoine Apollinaire. Le nouveau conquérant, Clovis, ne fut vainqueur que lorsqu'il ne trouva plus aucun Auvergnat pour lui disputer la victoire [...] ».
La bataille déboucha sur une victoire décisive de l'armée franque qui put mener à bien la conquête de l'Aquitaine.

### Campagne de l'Ouest
Clovis put reprendre Bordeaux avant la fin de 507 et y passer l'hiver. L'année suivante, il entra dans Toulouse où il s'empare du trésor des Wisigoths. Les Francs achèvent la conquête de l'Aquitaine.
La cour wisigothe s'étant déplacé à Narbonne, Clovis aspirait à la prendre également. Cependant, la ville était protégée par un terrain montagneux, il fut donc contraint d'assiéger Carcassonne, située entre Toulouse et Narbonne. Le siège se solda par un échec, car les forces ostrogothes réussirent à chasser les Francs. Clovis, vaincu, fit demi-tour et pris Angoulême. Afin d'annuler les chances des Ostrogoths de reconquérir les cités perdues, Clovis installa de vastes garnisons dans les villes récemment prises.
Narbonne finit par être prise par les Burgondes de Gondebaud qui s'empare provisoirement de la Septimanie au printemps 508. Le roi wisigoth Geisalic fuit à Barcelone. Les Wisigoths sont ainsi repoussés dans la péninsule ibérique.

### Campagne de l'Est
Clovis envoya son fils Thierry mener une offensive indépendante. Le prince franc s'avança de Clermont à Rodez, arrivant à Albi. Il fait la conquête du Rouergue, de l'Albigeois, de l'Auvergne et de tout le pays jusqu'à la frontière avec les Burgondes. En parallèle , Sigismond conquiert pour le royaume Burgonde, le Velay et le Gévaudan.
Pendant ce temps, une autre armée burgonde menée par Gondebaud, soutenue par les Francs, envahit la Provence et assiégea Arles. Néanmoins, après un long siège, les Ostrogoths interviennent à l'été 508 et forcent les Burgondes et les Francs à battre en retraite. Néanmoins, les Ostrogoths ne poursuivent pas les vaincus et prennent le chemin de l'Espagne, libérant la Septimanie sur leur passage. Francs et Burgondes peuvent alors reconstituer leurs forces.
Les combats reprennent en 509  en Provence. Les Ostrogoths d'abord victorieux s'enfoncent dans la vallée du Rhône et dans les Alpes ravageant des nombreuses localités sur leur passage, mais sont repoussés vers la Provence aux prix de lourdes pertes. Gondebaud négocie alors la paix en 510.

## Conséquences

### Chez les Francs
Revenu à Tours, Clovis reçoit le titre de consul et la reconnaissance officielle de l'Empire romain d'Orient et d'Anastase pour diriger la Gaule. Il rentre à Paris où il établit sa capitale.
En 509, après la mort de Clodéric, le roi des Francs rhénans, Clovis se fait élire comme roi à Cologne et devient roi de tous les Francs.
Clovis organise le 10 juillet 511 un concile à Orléans afin d'organiser l'Aquitaine nouvellement conquise et d'instaurer des relations entre le roi des Francs et l'Église. Il s'inspirera en partie du précédent concile d'Agde réuni par Alaric en 506.

### Chez les Burgondes
Après un brillant début de campagne, le vent tourne pour les Burgondes qui perdent toutes leur conquêtes à partir de l'été 508. Déjà à cause de l'intervention Ostrogothique qui leur reprennent la Provence et la Septimanie mais aussi en fin d'année 511 où à la mort de Clovis, Thierry prendra aux Burgondes, trop affaiblis pour se défendre, leurs conquêtes du Velay et du Gévaudan.
Le royaume Burgonde sort très affaibli et fragilisé du conflit et ne s'en remettra jamais vraiment. Cet affaiblissement permettra la conquête franque de 534.

### Chez les Wisigoths
Le 24 juin 508 marque le début de la campagne des Ostrogoths sous Théodoric le Grand en direction de la Gaule méridionale pour soutenir les Wisigoths à la suite du siège d'Arles par les Francs et les Burgondes en 508. Ils ne quitteront le territoire qu'en 511, et maintiendront une présence en Provence jusqu'en 536. Les Ostrogoths rétrocèderont la Septimanie fraichement reconquise aux Wisigoths qui s'y maintiendront encore plusieurs siècles.
Le général ostrogoth Ibba entre en Espagne en 510 et expulse de Barcelone, la nouvelle capitale wisigothique, l'usurpateur Geisalic, fils bâtard d'Alaric, qui se réfugie en Afrique pour demander de l'aide au roi des Vandales Thrasamund. Geisalic se cache ensuite en Aquitaine, puis, battu près de Barcelone, il repart vers la Durance, en territoire burgonde, où il est capturé et mis à mort en 511.
Le jeune Amalaric, fils légitime d'Alaric, devient roi des Wisigoths sous la tutelle de son grand-père Théodoric le Grand. Les Ostrogoths influenceront ainsi la direction du royaume wisigoth jusqu'en 526.